# 고영창
고영창(高永昌, ? ~1116년 음력 5월, 재위: 1116년 음력 1월~음력 5월)은 발해인의 마지막 부흥국인 대발해의 시조이자 마지막 황제이다.

## 생애
발해 귀족의 후손인 고영창은 1116년 음력 1월에 랴오양에서 대원국을 건국하면서 연호를 융기, 스스로 황제라 칭하였다. 요나라는 대원국을 멸망시키려고 했지만 실패했다.
1116년 음력 5월에 금나라는 대발해를 침공하였고, 고영창은 금나라의 공격을 막았으나, 결국 대발해는 멸망하였다. 대발해가 멸망하면서 고영창은 친위대 5,000명을 이끌고 도망쳤으나, 결국 금나라 장수 알로에게 잡혀 처형당하였다.

## 같이 보기
- 대연림
- 올야국
- 정안국
- 발해부흥운동